# Monument Valley 2
Monument Valley 2 (с англ. — «Долина монументов 2») — инди-игра, головоломка, доступная для мобильных устройств с операционными системами iOS, Android и Windows Phone. Является сиквелом игры Monument Valley. Разработкой и выпуском занималась британская студия Ustwo Games. Monument Valley 2 является платным приложением. Суть игры заключается в том, чтобы управлять персонажами по имени Ро и её дочерью, проходя через лабиринты. В мире игры не работают привычные законы физики, а прохождение возможно при помощи оптических иллюзий и невозможных фигур. Выпуск игры состоялся 5 июня 2017 года для мобильной операционной системы iOS. Позже, 6 ноября того же года Monument Valley вышла для операционной системы Android.

## Геймплей и сюжет
Игровой процесс и художественный стиль игры подобен её предшественнику — Monument Valley за исключением того, что игроку нужно на некоторых уровнях управлять одновременно двумя персонажами по имени Ро и её «дитя». Задача игрока сводится к поиску выхода из лабиринта. Для чего он с помощью особых механизмов должен построить себе маршрут или же менять ракурс камеры, чтобы при помощи оптической иллюзии найти новый маршрут прохождения.
Согласно сюжету, действие происходит в долине монументов, которые построили представители исчезнувшей цивилизации, чтившие «священную геометрию». Главная героиня Ро и её дочь путешествуют среди руин, однако Ро должна оставить свою дочь, чтобы та смогла научиться самостоятельно выживать и преодолевать трудности. «Дитя» по мере своего путешествия взрослеет и снова воссоединяется с матерью и духами предков.

## Разработка
Созданию игры Monument Valley 2 предшествовал большой успех игры Monument Valley, которую по состоянию на 2017 год, скачали более 30 миллионов раз. Это принесло большие финансовые доходы компании Ustwo Games. Тем не менее Кен Вонг, главный дизайнер и разработчик Monument Valley решил покинуть студию, чтобы заниматься собственными проектами. Тогда Ustwo решила пригласить несколько новых профессиональных разработчиков игр, чтобы начать разработку игры-продолжения.
В новой игре было решено уделить большее вниманию сюжету, учитывая пожелания игроков по игре Monument Valley. Дэн Грей, руководитель компании Ustwo также заметил, что решение показать развитие отношений между матерью и дочерью объяснялось тем, что многие разработчики Monument Valley за последние несколько лет сами обзавелись детьми и желали отразить свой опыт родительства в новой истории. Работая над лабиринтами, разработчики также стремились передать чувственность окружающему пространству; например лабиринты, где мать и дочь разделены, показаны в тёмном, бруталистском виде, чтобы передать чувство печали от их разлуки. При этом команда заметила, что изображение родителя и ребёнка в Monument Valley 2 заметно отличается от таковых в большинстве видео-игр. В частности если родитель в игре как правило играет незначительную роль, выступая в роли рассказчика, что Ро из Monument Valley 2 остаётся одним из ключевых персонажей вплоть до конца прохождения игры.
Впервые игра была представлена на конференции Worldwide Developers Conference 5 июня 2017 года и вышла в тот же день для устройств под управлением операционной системы iOS. Версия игры для Android вышла 6 ноября 2017 года.

## Критика
| Сводный рейтинг       | Сводный рейтинг |
| Агрегатор             | Оценка          |
| --------------------- | --------------- |
| GameRankings          | 82,17 %         |
| Metacritic            | 85/100          |
| Иноязычные издания    |                 |
| Издание               | Оценка          |
| Destructoid           | 8/10            |
| Polygon               | 8/10            |
| Русскоязычные издания |                 |
| Издание               | Оценка          |
| «Игры Mail.ru»        | 9/10            |

Игра Monument Valley 2 получила преимущественно положительные отзывы. На сайте агрегаторе Metacritic средняя оценка игры составила 85 баллов из 100 возможных. Редакция журнала Polygon дала Monument Valley 2 оценку 8 из 10, назвав её очаровательной и в полной мере повторяющей успех игры-предшественника. Редакция Destructoid заметила, что художественный стиль игры стал ещё лучше, опережая на два шага Monument Valley. Представители Gamezebo дали игре оценку 4.5 из 5, назвав сюжет Monument Valley 2 феноменальным и экспрессивным, дополненным красивыми визуальными эффектами и качественным звуковым сопровождением. Хотя игра подобна предшественнику, она предлагает новый и интересный опыт управления двумя персонажами. Тем не менее критики указали на существенный недостаток Monument Valley 2, который заключается в слишком малом количестве уровней прохождения и их невысокую сложность.
Игра вошла в число номинаций «игр 2017 года» по версии редакции Destructoid, как лучшая мобильная игра, а также выиграла звание лучшей мобильной игры 2017 года по версии журнала IGN и номинировалась, как «лучшая головоломка» и «лучший художественный проект». По версии издания Game Informer, игра заняла второе место в списке лучших головоломок 2017 года.

### Награды
| Год  | Награды                                         | Категория                                                   | Итог      | Ссылка        |
| ---- | ----------------------------------------------- | ----------------------------------------------------------- | --------- | ------------- |
| 2017 | Golden Joystick Awards                          | Мобильная игра года                                         | Номинация | [ 18 ]        |
| 2017 | Golden Joystick Awards                          | Конечная игра года                                          | Номинация | [ 18 ]        |
| 2017 | The Game Awards                                 | Лучшая мобильная игра                                       | Победа    | [ 19 ]        |
| 2018 | 21-я ежегодная награда D.I.C.E.                 | Мобильная игра года                                         | Номинация | [ 20 ]        |
| 2018 | Национальная академия критиков видео игр        | Художественное направление, современное искусство           | Номинация | [ 21 ] [ 22 ] |
| 2018 | Национальная академия критиков видео игр        | Игра, Головоломка                                           | Номинация | [ 21 ] [ 22 ] |
| 2018 | SXSW Gaming Awards                              | Мобильная игра года                                         | Номинация | [ 23 ] [ 24 ] |
| 2018 | Game Developers Choice Awards                   | Лучшая мобильная игра                                       | Номинация | [ 25 ] [ 26 ] |
| 2018 | 16 ежегодная награда гильдии Game Audio Network | Лучшее музыкальное сопровождение, публикация или трансляция | Номинация | [ 27 ]        |
| 2018 | 16 ежегодная награда гильдии Game Audio Network | Лучшее звуковое сопровождения для инди-игры                 | Номинация | [ 27 ]        |
| 2018 | Премия Британской Академии в области видеоигр   | Британская игра                                             | Номинация | [ 28 ] [ 29 ] |
| 2018 | Премия Британской Академии в области видеоигр   | Семья                                                       | Номинация | [ 28 ] [ 29 ] |
| 2018 | Премия Британской Академии в области видеоигр   | Мобильная игра                                              | Номинация | [ 28 ] [ 29 ] |